# Svazek obcí Žacléřsko
Svazek obcí Žacléřsko je svazek obcí (dle § 49 zákona č.128/2000 Sb. o obcích) v okresu Trutnov, jeho sídlem je Žacléř a jeho cílem je koordinování celkového rozvoje území mikroregionu na základě společné strategie a společná propagace mikroregionu v cestovním ruchu. Sdružuje celkem 5 obcí a byl založen v roce 2001.
V lednu 2011 bylo dohodnuto zrušení svazku kvůli tomu, že už neplnil svůj účel a že mezitím vznikl Svazek obcí Východní Krkonoše.

## Obce sdružené v mikroregionu
- Bernartice
- Královec
- Lampertice
- Zlatá Olešnice
- Žacléř